# Diana Sartor
Diana Sartor (ur. 23 listopada 1970 w Dippoldiswalde) – niemiecka skeletonistka, złota medalistka mistrzostw świata.

## Kariera
Pierwszy sukces w karierze osiągnęła 16 listopada 2001 roku w Schönau am Königssee, gdzie zajęła drugie miejsce w zawodach Pucharu Świata. W zawodach tych rozdzieliła na podium swą rodaczkę, Steffi Hanzlik oraz Kanadyjkę Lindsay Alcock. W kolejnych latach Niemka kilkukrotnie stawała na podium zawodów tego cyklu, najlepsze wyniki osiągając w sezonie 2003/2004, kiedy to zajęła drugie miejsce w klasyfikacji generalnej, ulegając tylko Alcock. Była ponadto trzecia w sezonie 2005/2006, plasując się za Mellisą Hollingsworth z Kanady i Mayą Pedersen-Bieri ze Szwajcarii.
W 2004 roku zdobyła złoty medal na mistrzostwach świata w Königssee, wyprzedzając na podium Lindsay Alcock i kolejną reprezentantkę Niemiec, Kerstin Jürgens. Była też między innymi szósta podczas rozgrywanych rok wcześniej mistrzostw świata w Nagano. W 2002 roku wystartowała na igrzyskach olimpijskich w Salt Lake City, zajmując czwartą pozycję. Walkę o podium przegrała tam z Brytyjką Alex Coomber o 0,16 sekundy. Brała także udział w igrzyskach w Turynie w 2006 roku, gdzie ponownie była czwarta. Tym razem w walce o brązowy medal lepsza o 0,28 sekundy okazała się Mellisa Hollingsworth.
Jej mężem jest niemiecki były saneczkarz, Steffen Skel.